# 尚德羅瓦河
尚德羅瓦河（烏克蘭語：Шандрова），是烏克蘭西部的河流，屬於茲布魯奇河的支流。該河流經赫梅利尼茨基州的赫梅利尼茨基區，河道全長12公里，流域面積36平方公里。